# Angseri
Angseri is een bestuurslaag in het regentschap Tabanan van de provincie Bali, Indonesië. Angseri telt 3653 inwoners (volkstelling 2010).